# Funivia di Sardagna
La funivia di Sardagna è un trasporto a fune che collega la città di Trento alla sua frazione Sardagna.

## Descrizione

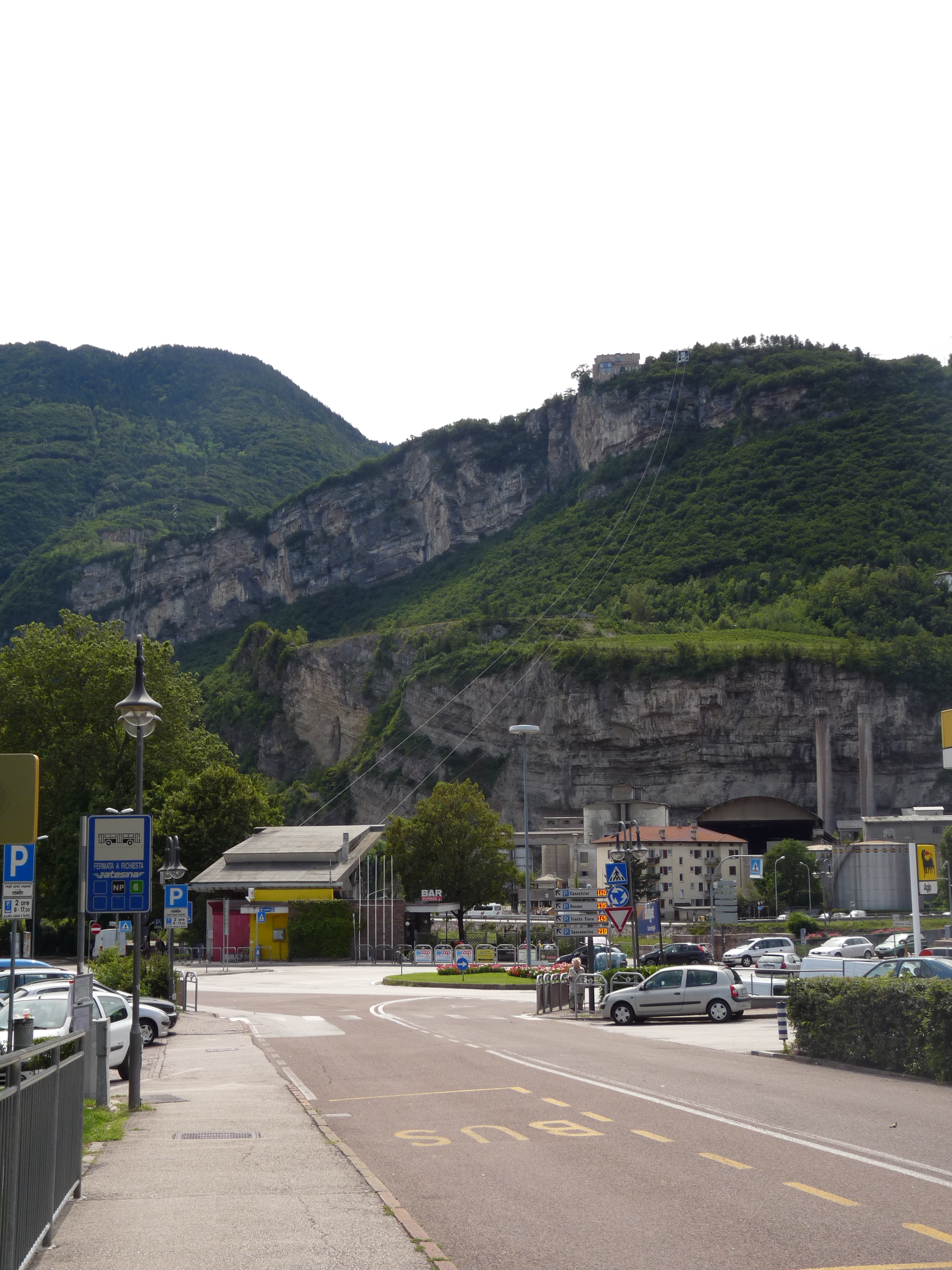
La stazione a valle

Essendo la stazione di valle a Trento (circa 200 m s.l.m.), sulla sinistra orografica dell'Adige, e la stazione a monte a Sardagna (circa 600 m s.l.m.), il dislivello totale è pari a circa 400 metri; il tempo di percorrenza è invece pari a 4 minuti. La funivia è attiva tutti i giorni della settimana, dalle 7:00 di mattina fino alle 22:30 della sera; nei giorni particolarmente ventosi, la funivia viene sostituita da appositi bus. Tra l'altro è possibile trasportare fino a tre biciclette al suo interno.
La funivia ha quattro funi:
- la portante, spessa 31 mm;
- la traente, spessa 16 mm;
- la zavorra, spessa 14 mm;
- di soccorso, spessa 11 mm.

Portata massima cabina: 13 persone

## Storia
La funivia venne progettata nel 1922 dall'ingegnere Othmar Haas, realizzata tra il 1923 e il 1925 dalle Officine Silvestri di Trento e aperta il 4 agosto 1925.
In origine il percorso della funivia era leggermente differente. La stazione a valle era sita presso la stazione ferroviaria, mentre quella a monte era direttamente dentro l'ex-albergo Bellavista. Durante la seconda guerra mondiale, e precisamente nel 1941, l'impianto subì un primo bombardamento a cui subito si pose rimedio. Ma nel 1943 un secondo bombardamento distrusse la stazione di valle.
Solo nel 1960 la funivia fu ricostruita dalla società FTS - Funivia Trento Sardagna s.r.l., spostando la stazione di valle. Nel 1989 le due cabine vennero sostituite e la stazione a monte venne spostata più a sud, in modo da essere del tutto indipendente dall'albergo. Dopo questo restauro, le cabine vennero dotate di una luce interna di posizione dato che non vi sono pali intermedi.
Il 2 novembre 2012, a seguito di atti vandalici, sono stati procurati ingenti danni alla stazione di monte, rompendo vetri e protezioni utilizzate per l'accesso.

Ad oggi è gestita dalla Trentino Trasporti. In primavera annualmente vengono effettuati lavori di manutenzione e collaudi per rispettare la legge vigente.
Esiste un progetto provinciale per promuovere una funivia che colleghi Trento al monte Bondone che permetterà di arrivare a Vason, con una tappa intermedia a Vaneze, in 18 minuti circa, ovvero direttamente sulle piste da sci. Tale progetto al 2015 costava 55 milioni, di cui 35 solamente per la prima tratta, ovvero fino a Sardagna, e la sistemazione del parcheggio ex-sit a Trento. Ne rimangono 35 che dovrebbero essere forniti da privati.